# Feleti Teo
Feleti Penitala Teo, né le 9 octobre 1962 à Tarawa, est un homme politique tuvaluan, Premier ministre des Tuvalu depuis le 27 février 2024.

## Biographie
Né durant la période coloniale britannique aux îles Gilbert et Ellice, il est le fils de Fiatau Teo, qui devient le premier gouverneur général des Tuvalu lors de l'indépendance du pays en 1978. 
Après une enfance aux Tuvalu, c'est en Nouvelle-Zélande que Feleti Teo termine son enseignement secondaire. Titulaire d'une licence de droit (Bachelor of Laws) de l'université de Canterbury en Nouvelle-Zélande en 1986, il est admis au barreau de la Haute Cour de Nouvelle-Zélande, devenant ainsi le premier Tuvaluan à obtenir une licence de droit. Plutôt que pratiquer le métier d'avocat en Nouvelle-Zélande, il retourne aux Tuvalu et y devient procureur de la Couronne (Crown Counsel). Il est le procureur général (Attorney General) des Tuvalu de janvier 1991 à novembre 2000, et obtient un diplôme de Master of Laws de l'université nationale australienne en 1996,. Il est directeur général de l'Agence de pêche du Forum des Îles du Pacifique à Honiara de 2000 à 2006, adjoint au secrétaire général du Forum de 2006 à 2014, puis directeur exécutif de la Commission des pêcheries du Pacifique occidental et central à partir de 2014,. En 2013 il est fait officier de l'ordre de l'Empire britannique par la reine des Tuvalu, Élisabeth II,.
Il est élu député de l'atoll de Niutao au Fale i Fono, le parlement national, aux élections législatives de janvier 2024, ravissant cette circonscription à son frère Samuelu Teo, le président du parlement sortant. Seul candidat au poste de Premier ministre, il recueille les votes de onze députés (lui-même compris) et prête serment le 27 février,. Après avoir nommé son gouvernement dans la foulée, il réaffirme le maintien de la reconnaissance diplomatique de son pays pour Taïwan, ainsi que son soutien pour le traité de coopération stratégique signé en 2023 avec l'Australie, deux grands enjeux de politique étrangère qui avaient fait l'objet de désaccords durant la campagne électorale. Il annonce par ailleurs que les priorités de son gouvernement seront notamment de mieux protéger le pays face aux inondations de plus en plus fréquentes, de remédier au manque de services médicaux dans le pays, d'améliorer les liaisons maritimes inter-îles et de s'attaquer au coût de la vie trop élevé.